# Årset
Årset este o localitate din comuna Ålesund, provincia Møre og Romsdal, Norvegia, cu o suprafață de 0,45 km² și o populație de 610 locuitori (2013).